# Григорьев, Юрий Павлович
Юрий Павлович Григорьев — советский хозяйственный и политический деятель.

## Биография
Родился в 1929 году в Малой Вишере. Член КПСС.
Окончил Ленинградский военно-механический институт.
В 1953—1980 гг. — инженер, начальник группы, начальник отдела, начальник отделения — заместитель главного конструктора СКБ-385.
В 1980—1989 гг. — инструктор, заведующий сектором Отдела оборонной промышленности ЦК КПСС.
В 1989—1991 гг. — заместитель заведующего подотделом Оборонного отдела ЦК КПСС.
В 1991—1999 гг. — ответработник Отдела по вопросам обороны и безопасности государства при Администрации
Президента РФ, преподаватель в Челябинском государственном университете и Институте повышения квалификации руководящих работников и специалистов (г. Королёв), главный научный сотрудник информационно-аналитического Центра Российского космического агентства.
В 1999—2003 — председатель координационного Совета научного центра системных технологий, член Комиссии оборонно-промышленной безопасности Экспертного совета по проблемам законодательного обеспечения национальной безопасности при Председателе Государственной думы Федерального Собрания Российской Федерации.
Лауреат Государственной премии СССР (1968, закрытым указом).
Жил в Москве.